# Grób typu kietrzańskiego
Grób typu kietrzańskiego – forma pochówku ciałopalnego bezpopielnicowego, stosowana przez ludność kultury łużyckiej. Na pierwsze tego typu pochówki natrafiono podczas prac archeologicznych na cmentarzysku w Kietrzu. Cechą charakterystyczną tego rodzaju pochówków było grzebanie – wcześniej przepalanych – kości zmarłego w drewnianej trumnie (wykonanej w pojedynczej kłodzie). Przeprowadzone badania wskazały, że ta forma pochówku występowała przede wszystkim w pierwszych okresach rozwoju kultury łużyckiej, tj. od ok. 1300 r. p.n.e. do ok. 900 p.n.e.